# Perú en la clasificación de Conmebol para la Copa Mundial de Fútbol de 2018
La Selección de fútbol de Perú fue uno de los diez equipos nacionales que participaron en la Clasificación de Conmebol para la Copa Mundial de Fútbol, en la cual se definieron los representantes de Conmebol para la Copa Mundial de Fútbol de 2018 que se desarrollará en Rusia. Cabe destacar que la Blanquirroja no clasificaba a una Copa Mundial desde España 1982, hace 36 años.
Entre los logros de la Selección del Perú, se cuentan el sumar tres triunfos consecutivos (Uruguay, Bolivia y Ecuador), récord que no lograba desde la eliminatoria a Francia 1998, el haber vencido a su par Paraguay y Ecuador por primera vez en sus sedes, Asunción y Quito con un marcador 1:4 y 1:2 respectivamente, siendo sus primeras victorias de visitante por eliminatorias desde la victoria 1:3 contra Uruguay en Montevideo durante las eliminatorias a Alemania 2006

## Sistema de juego
La etapa preliminar —también denominada Eliminatorias— se jugó en América del Sur desde el 8 de octubre de 2015 hasta el 10 de octubre de 2017. El sistema de juego consistió, por sexta ocasión consecutiva, en enfrentamientos de ida y vuelta todos contra todos, con un total 18 jornadas.
Luego de 4 ediciones con los partidos ya designados, la Conmebol sorteó el calendario de partidos, en San Petersburgo el 25 de julio de 2015.
Los primeros cuatro puestos accederán de manera directa a la Copa Mundial de Fútbol de 2018. La selección que logre el quinto puesto disputará una serie eliminatoria a dos partidos de ida y vuelta, frente a la selección clasificada de Oceanía, este proceso se conoce como repechaje o repesca.
Para el sorteo, se estableció que a cada selección se le asigna un número del 1 al 10. Otro aspecto, también definido con antelación, señala que los duelos correspondientes a la primera jornada serán los mismos que los de la última fecha (la 18.ª), invirtiéndose el orden de las localías. De esta manera, los partidos de la fecha 2 tendrán sus respectivas revanchas en la 10, la 3 en la 11, la 4 en la 12, la 5 en la 13, la 6 en la 14, la 7 en la 15, la 8 en la 16 y finalmente la 9 en la 17.

## Historia

### Primera vuelta
La Federación Peruana de Fútbol bajo el nuevo comando de Edwin Oviedo el nuevo presidente de la FPF en reemplazo de Manuel Burga Seoane, el cual abandonó el cargo por haberse visto involucrado en muchas irregularidades, además de figurar su nombre en el mayor escándalo de corrupción futbolística como fue el Escándalo de Corrupción de la FIFA en el año 2015. Decidieron contratar como nuevo DT al argentino Ricardo Gareca, quien debutó como DT de la selección peruana ante Venezuela en un partido amistoso jugado en Miami, resultado que terminó ganando Venezuela por 1-0.

### 2015
En la primera fecha, la selección es derrotada por Colombia por (2-0), y después, en la segunda fecha, caería de local contra Chile (3-4). La primera victoria del Perú en estas eliminatorias fue ante Paraguay (1-0) en condición de local, días más tarde caería de visita contra Brasil por (3-0). 

### 2016
Para las subsiguientes fechas, los peruanos recibirían en Lima a la selección de Venezuela, aquel partido acabaría empatado que el seleccionado inca iba perdiendo 0-2 (2-2) y sería el punto de quiebre en el cual Ricardo Gareca dejó de depender de jugadores como Claudio Pizarro, Juan Manuel Vargas, Carlos Augusto Zambrano, entre otros, y decidió apostar por nuevos talentos. Después del empate, los peruanos visitaron a Uruguay, aquel partido acabó (1-0) a favor del local, sin embargo, se mostró más disciplina y mejor juego colectivo que en anteriores fechas.
Para la siguiente fecha, a los peruanos les tocaba ir a jugar en La Paz contra la  Selección Boliviana, este partido Bolivia lo había ganado (2-0), sin embargo los bolivianos incluyeron en su nómina a un jugador que no estaba autorizado ya que no cumplía con los requisitos de nacionalización que estipula la FIFA, el nombre del jugador es Nelson Cabrera. Por esa razón las federaciones de Chile y Perú presentaron una impugnación y posterior reclamo al mayor ente del fútbol y meses después la FIFA les dio la razón a estos dos, otorgándoles los puntos en este caso que los peruanos habían perdido en aquel partido contra los bolivianos, más 3 goles a favor y 2 puntos para Chile. Después del Partido contra Bolivia, la selección peruana derrotó a Ecuador de local por (2-1). después empataría de local contra Argentina (2-2).

### Segunda vuelta
El 11 de octubre de 2016 se dio inicio a la fase complementaria, con el encuentro de vuelta contra Chile en el Estadio Nacional de Santiago, en donde saldrían vencedores los dueños de casa por 2-1. En la fecha número 11, los peruanos darían la sorpresa de la jornada, al derrotar en condición de visita a la selección paraguaya en Asunción por (1-4), la mayor goleada de la selección peruana desde aquella vez que derrotó a Uruguay de visita en Montevideo por un marcador de (1-3) en las eliminatorias para Alemania 2006. Y es que los peruanos luego de doce años derrotan a los guaraníes por goleada y rompiendo así una mala racha sin poder ganar afuera de su país. Tras este resultado, los peruanos tuvieron un mejor desempeño, teniendo como única derrota a Brasil en condición de local (0-2). En 2017 los peruanos no perdieron ningún partido más por eliminatorias, teniendo en su registro 3 empates, dos de visita ante Venezuela (2-2) y Argentina (0-0) y de local ante Colombia en la última fecha (1-1), tres victorias consecutivas ante Uruguay de local por (2-1), Bolivia de local (2-1) y derrotando a Ecuador en Quito por (1-2) sumando así su segunda victoria fuera de casa. De esta forma la Selección del Perú se posicionó en el quinto puesto, lugar que le dio derecho a pelear un cupo al mundial contra la Selección de Nueva Zelanda, ganadora de la zona Oceánica para las Clasificación de OFC para la Copa Mundial de Fútbol de 2018.

### Repesca
Para los peruanos fue la primera vez que jugaron un repechaje, lugar que normalmente ocupaba Uruguay en ediciones anteriores. Los estadios en donde se jugaron estos dos partidos fue primero el Westpac Stadium en Wellington, capital de Nueva Zelanda y 5 días después fue en el Estadio Nacional del Perú en Lima, capital del Perú. Tras empatar en la ida en Nueva Zelanda 0:0 contra el local, la selección peruana solo necesitaba ganar para asegurarse el último boleto al mundial de Rusia.
En Lima, Jefferson Farfán abrió el marcador para los peruanos, Cueva abrió por las bandas y habilitó a Farfán para que este de un remate directo abra la cuenta y Perú pase a ganar 1:0, de esta forma los peruanos se irían en el primer tiempo con el marcador a su favor por un gol. En el segundo tiempo los peruanos metieron un segundo gol, del defensa Christian Ramos que anotó luego de un tiro de esquina a favor del equipo peruano, sentenciando así el partido. De esta forma Perú logró su participación número 5 en una copa mundial, la última vez que los peruanos habían ido a una copa del mundo fue en la Copa Mundial de Fútbol de 1982 celebrada en España.

## Proceso de clasificación
El calendario quedó establecido en el sorteo preliminar de la Copa Mundial de Fútbol 2018 que se realizó el 25 de julio de 2015 en el Palacio Konstantínovski, San Petersburgo, Rusia.

### Tabla final de posiciones
| Selección | Pts | PJ | PG | PE | PP | GF | GC | Dif. |
| --------- | --- | -- | -- | -- | -- | -- | -- | ---- |
| Brasil    | 41  | 18 | 12 | 5  | 1  | 41 | 11 | 30   |
| Uruguay   | 31  | 18 | 9  | 4  | 5  | 32 | 20 | 12   |
| Argentina | 28  | 18 | 7  | 7  | 4  | 19 | 16 | 3    |
| Colombia  | 27  | 18 | 7  | 6  | 5  | 21 | 19 | 2    |
| Perú      | 26  | 18 | 7  | 5  | 6  | 27 | 26 | 1    |
| Chile     | 26  | 18 | 8  | 2  | 8  | 26 | 27 | -1   |
| Paraguay  | 24  | 18 | 7  | 3  | 8  | 19 | 25 | -6   |
| Ecuador   | 20  | 18 | 6  | 2  | 10 | 26 | 29 | -3   |
| Bolivia   | 14  | 18 | 4  | 2  | 12 | 16 | 38 | -22  |
| Venezuela | 12  | 18 | 2  | 6  | 10 | 19 | 35 | -16  |

### Puntos obtenidos contra cada selección durante las eliminatorias
La siguiente es una tabla detallada de los 26 puntos obtenidos por siete victorias y cinco empates contra cada una de las 9 selecciones que enfrentó la selección peruana durante las eliminatorias. 
| VS        | Bandera de Argentina | Bandera de Bolivia | Bandera de Brasil | Bandera de Chile | Bandera de Colombia | Bandera de Ecuador | Bandera de Paraguay | Bandera de Uruguay | Bandera de Venezuela | Total |
| --------- | -------------------- | ------------------ | ----------------- | ---------------- | ------------------- | ------------------ | ------------------- | ------------------ | -------------------- | ----- |
| Local     | 1                    | 3                  | 0                 | 0                | 1                   | 3                  | 3                   | 3                  | 1                    | 15/27 |
| Visitante | 1                    | 3                  | 0                 | 0                | 0                   | 3                  | 3                   | 0                  | 1                    | 11/27 |
| Total     | 2                    | 6                  | 0                 | 0                | 1                   | 6                  | 6                   | 3                  | 2                    | 26/54 |

### Evolución de posiciones
| País / Fecha | 1    | 2   | 3   | 4   | 5   | 6   | 7   | 8   | 9   | 10  | 11  | 12  | 13  | 14  | 15  | 16  | 17  | 18  |
| ------------ | ---- | --- | --- | --- | --- | --- | --- | --- | --- | --- | --- | --- | --- | --- | --- | --- | --- | --- |
| Perú         | 10.º | 8.º | 8.º | 9.° | 8.º | 8.º | 8.º | 8.º | 8.º | 8.º | 8.° | 8.° | 8.º | 7.º | 6.º | 4.º | 5.º | 5.º |

## Partidos

### Primera vuelta
| 8 de octubre de 2015, 15:30 (UTC-5) | Colombia                      | 2:0 (1:0)                     | Perú | Estadio Metropolitano, Barranquilla                       |                                                           |
|                                     | Gutiérrez 35' · Cardona 90+4' | FIFA Reporte Conmebol Reporte |      | Asistencia: 47 530 espectadores Árbitro(s): Antonio Arias | Asistencia: 47 530 espectadores Árbitro(s): Antonio Arias |

| 13 de octubre de 2015, 21:15 (UTC-5) | Perú                                  | 3:4 (2:3)                     | Chile                           | Estadio Nacional, Lima                                    |                                                           |
|                                      | Farfán 9' 35' (pen.) · Guerrero 90+1' | FIFA Reporte Conmebol Reporte | Sánchez 6' 43' · Vargas 40' 48' | Asistencia: 33 495 espectadores Árbitro(s): Néstor Pitana | Asistencia: 33 495 espectadores Árbitro(s): Néstor Pitana |

| 13 de noviembre de 2015, 21:15 (UTC-5) | Perú       | 1:0 (1:0)                     | Paraguay | Estadio Nacional, Lima                                     |                                                            |
|                                        | Farfán 19' | FIFA Reporte Conmebol Reporte |          | Asistencia: 25 722 espectadores Árbitro(s): Julio Bascuñán | Asistencia: 25 722 espectadores Árbitro(s): Julio Bascuñán |

| 17 de noviembre de 2015, 21:00 (UTC-3) | Brasil                                          | 3:0 (1:0)                     | Perú | Arena Fonte Nova, Salvador                                |                                                           |
|                                        | D. Costa 21' · R. Augusto 57' · Filipe Luis 76' | FIFA Reporte Conmebol Reporte |      | Asistencia: 44 271 espectadores Árbitro(s): José Buitrago | Asistencia: 44 271 espectadores Árbitro(s): José Buitrago |

| 24 de marzo de 2016, 21:15 (UTC-5) | Perú                         | 2:2 (0:1)                     | Venezuela                         | Estadio Nacional, Lima                                      |                                                             |
|                                    | Guerrero 60' · Ruidíaz 90+3' | FIFA Reporte Conmebol Reporte | Otero 32' (pen.) · Villanueva 56' | Asistencia: 30 691 espectadores Árbitro(s): Enrique Cáceres | Asistencia: 30 691 espectadores Árbitro(s): Enrique Cáceres |

| 29 de marzo de 2016, 20:00 (UTC-3) | Uruguay    | 1:0 (0:0)                     | Perú | Estadio Centenario, Montevideo                             |                                                            |
|                                    | Cavani 52' | FIFA Reporte Conmebol Reporte |      | Asistencia: 56 260 espectadores Árbitro(s): Roddy Zambrano | Asistencia: 56 260 espectadores Árbitro(s): Roddy Zambrano |

| 1 de septiembre de 2016, 16:00 (UTC-4) | Bolivia                  | 0:3 (0:0)                     | Perú | Estadio Hernando Siles, La Paz                          |                                                         |
| | Escobar 37' · Raldes 87' | FIFA Reporte Conmebol Reporte |      | Asistencia: 28 000 espectadores Árbitro(s): José Argote | Asistencia: 28 000 espectadores Árbitro(s): José Argote |
| Bolivia fue sancionada porque alineó al jugador Nelson Cabrera que incumplía los requisitos de convocatoria con la selección. La FIFA resolvió otorgarle la victoria a Perú con un marcador de 0-3. |                          |                               |      |                                                         |                                                         |

| 6 de septiembre de 2016, 21:15 (UTC-5) | Perú                         | 2:1 (1:1)                     | Ecuador      | Estadio Nacional, Lima                                    |                                                           |
|                                        | Cueva 19' (pen.) · Tapia 78' | FIFA Reporte Conmebol Reporte | Achilier 31' | Asistencia: 30 519 espectadores Árbitro(s): Wilmar Roldán | Asistencia: 30 519 espectadores Árbitro(s): Wilmar Roldán |

| 6 de octubre de 2016, 21:15 (UTC-5) | Perú                            | 2:2 (0:1)                     | Argentina                    | Estadio Nacional, Lima                                   |                                                          |
|                                     | Guerrero 58' · Cueva 84' (pen.) | FIFA Reporte Conmebol Reporte | Funes Mori 15' · Higuaín 77' | Asistencia: 43 489 espectadores Árbitro(s): Sandro Ricci | Asistencia: 43 489 espectadores Árbitro(s): Sandro Ricci |

### Segunda vuelta
| 11 de octubre de 2016, 20:30 (UTC-3) | Chile        | 2:1 (1:0)                     | Perú       | Estadio Nacional, Santiago                                 |                                                            |
|                                      | Vidal 9' 84' | FIFA Reporte Conmebol Reporte | Flores 76' | Asistencia: 38 045 espectadores Árbitro(s): Roddy Zambrano | Asistencia: 38 045 espectadores Árbitro(s): Roddy Zambrano |

| 10 de noviembre de 2016, 20:30 (UTC-3) | Paraguay   | 1:4 (1:0)                     | Perú                                                    | Estadio Defensores del Chaco, Asunción                       |                                                              |
|                                        | Riveros 9' | FIFA Reporte Conmebol Reporte | Ramos 48' · Flores 71' · Cueva 79' · Benítez 85' (a.g.) | Asistencia: 40 681 espectadores Árbitro(s): Patricio Loustau | Asistencia: 40 681 espectadores Árbitro(s): Patricio Loustau |

| 15 de noviembre de 2016, 21:15 (UTC-5) | Perú | 0:2 (1:0)                     | Brasil                                 | Estadio Nacional, Lima                                    |                                                           |
|                                        |      | FIFA Reporte Conmebol Reporte | Gabriel Jesus 58' · Renato Augusto 78' | Asistencia: 50 000 espectadores Árbitro(s): Wilmar Roldán | Asistencia: 50 000 espectadores Árbitro(s): Wilmar Roldán |

| 23 de marzo de 2017, 19:30 (UTC-4) | Venezuela                  | 2:2 (2:0)                     | Perú                        | Estadio Monumental, Maturín                                 |                                                             |
|                                    | Villanueva 24' · Otero 40' | FIFA Reporte Conmebol Reporte | Carrillo 46' · Guerrero 64' | Asistencia: 45 920 espectadores Árbitro(s): Enrique Cáceres | Asistencia: 45 920 espectadores Árbitro(s): Enrique Cáceres |

| 28 de marzo de 2017, 21:15 (UTC-5) | Perú                      | 2:1 (1:1)                     | Uruguay     | Estadio Nacional, Lima                                     |                                                            |
|                                    | Guerrero 34' · Flores 62' | FIFA Reporte Conmebol Reporte | Sánchez 30' | Asistencia: 45 656 espectadores Árbitro(s): Julio Bascuñán | Asistencia: 45 656 espectadores Árbitro(s): Julio Bascuñán |

| 31 de agosto de 2017, 21:15 (UTC-5) | Perú                   | 2:1 (2:0)                     | Bolivia     | Estadio Monumental, Lima                                 |                                                          |
|                                     | Flores 54' · Cueva 58' | FIFA Reporte Conmebol Reporte | Álvarez 71' | Asistencia: 76 501 espectadores Árbitro(s): Andrés Cunha | Asistencia: 76 501 espectadores Árbitro(s): Andrés Cunha |

| 5 de septiembre de 2017, 16:00 (UTC-5) | Ecuador                | 1:2 (0:0)                     | Perú                     | Estadio Olímpico Atahualpa, Quito                           |                                                             |
|                                        | E. Valencia 80' (pen.) | FIFA Reporte Conmebol Reporte | Flores 73' · Hurtado 76' | Asistencia: 35 620 espectadores Árbitro(s): Enrique Cáceres | Asistencia: 35 620 espectadores Árbitro(s): Enrique Cáceres |

| 5 de octubre de 2017, 20:30 (UTC-3) | Argentina | 0:0              | Perú | Estadio La Bombonera, Buenos Aires                         |                                                            |
|                                     |           | Conmebol Reporte |      | Asistencia: 48 540 espectadores Árbitro(s): Wilton Sampaio | Asistencia: 48 540 espectadores Árbitro(s): Wilton Sampaio |

| 10 de octubre de 2017, 18:30 (UTC-5) | Perú              | 1:1 (0:0)                     | Colombia      | Estadio Nacional, Lima                                   |                                                          |
|                                      | Ospina 76' (a.g.) | FIFA Reporte Conmebol Reporte | Rodríguez 56' | Asistencia: 48 837 espectadores Árbitro(s): Sandro Ricci | Asistencia: 48 837 espectadores Árbitro(s): Sandro Ricci |

### Repesca
La selección de Perú, quedó ubicada en el 5.º puesto de la tabla de posiciones final, se enfrentó a la selección de Nueva Zelanda, ganadora de la 3.ª ronda de la clasificatoria de OFC. El sorteo se realizó en el palacio Konstantínovski, San Petersburgo (Rusia) el 25 de julio de 2015.
| 10 de noviembre de 2017, 16:15 (UTC+13) | Nueva Zelanda | 0:0 (0:0)                     | Perú | Estadio Westpac, Wellington                             |                                                         |
|                                         |               | FIFA Reporte Conmebol Reporte |      | Asistencia: 37 034 espectadores Árbitro(s): Mark Geiger | Asistencia: 37 034 espectadores Árbitro(s): Mark Geiger |

| 15 de noviembre de 2017, 21:15 (UTC-5) | Perú                   | 2:0 (1:0)                     | Nueva Zelanda | Estadio Nacional, Lima                                     |                                                            |
|                                        | Farfán 27' · Ramos 65' | FIFA Reporte Conmebol Reporte |               | Asistencia: 45 000 espectadores Árbitro(s): Clément Turpin | Asistencia: 45 000 espectadores Árbitro(s): Clément Turpin |

## Jugadores

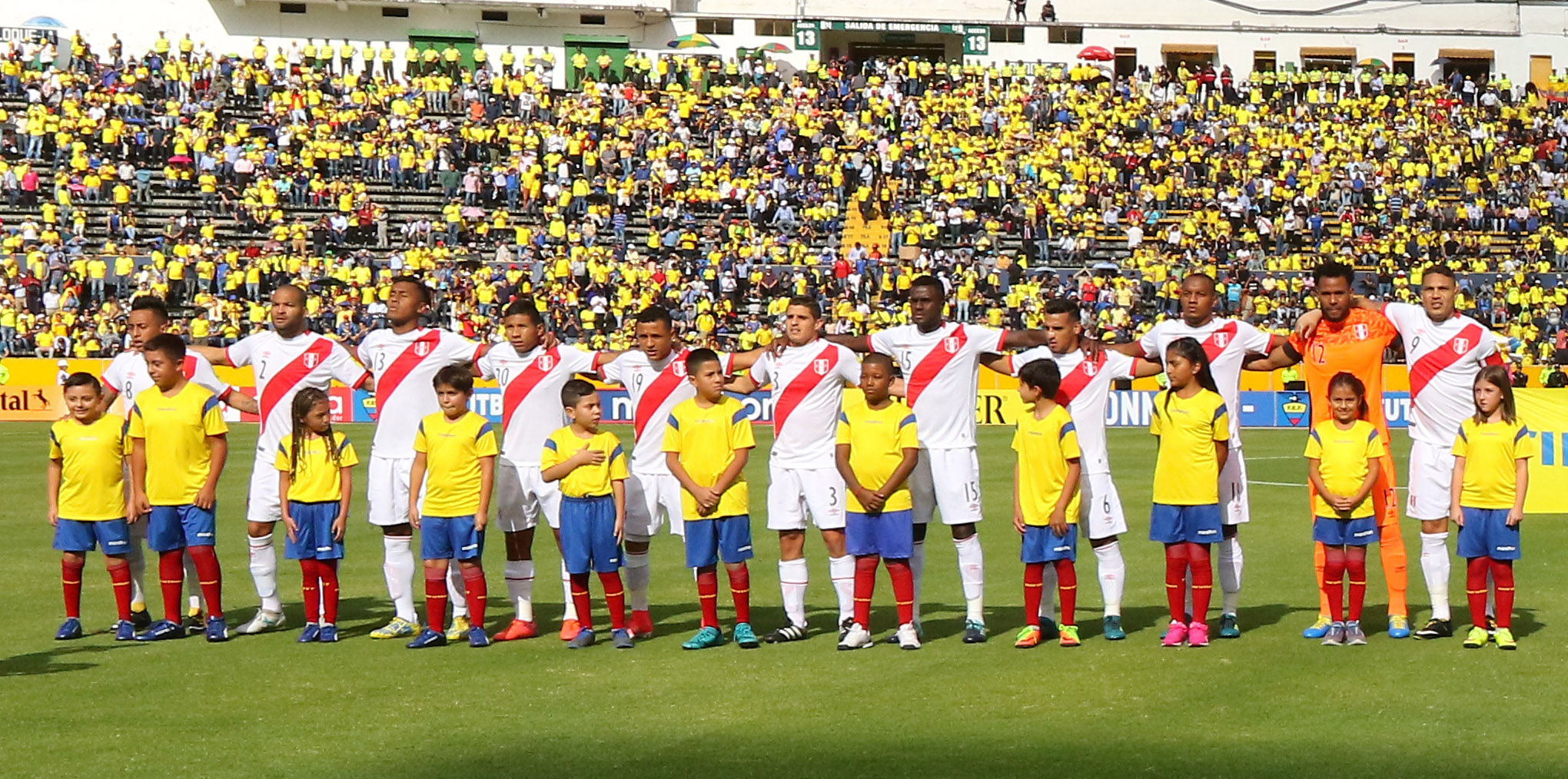
Plantilla titular que alineó contra Ecuador en Quito. De izquierda a derecha: Cueva, Rodríguez, Tapia, Flores, Yotún, Corzo, Ramos, Trauco, Carrillo, Cáceda y Guerrero.

Listado de jugadores que participaron en las eliminatorias para la Copa Mundial 2018.
| Nombre                         | Posición      | Edad    | Club                |
| ------------------------------ | ------------- | ------- | ------------------- |
| Pedro Gallese                  | Portero       | 27 años | Veracruz            |
| Carlos Cáceda                  | Portero       | 26 años | Universitario       |
| José Carvallo (Suplente)       | Portero       | 31 años | UTC                 |
| Leao Butrón (Suplente)         | Portero       | 40 años | Alianza Lima        |
| Salomón Libman (Suplente)      | Portero       | 33 años | Sport Rosario       |
| Diego Penny                    | Portero       | 33 años | F. B. C. Melgar     |
| Luis Abram                     | Defensa       | 21 años | Vélez Sarsfield     |
| Miguel Araujo                  | Defensa       | 23 años | Alianza Lima        |
| Carlos Ascues                  | Defensa       | 25 años | Wolfsburgo          |
| Alexander Callens (Suplente)   | Defensa       | 25 años | New York City F. C. |
| Aldo Corzo                     | Defensa       | 28 años | Universitario       |
| Christian Ramos                | Defensa       | 28 años | CS Emelec           |
| Pedro Paulo Requena (Suplente) | Defensa       | 26 años | F. B. C. Melgar     |
| Renzo Revoredo                 | Defensa       | 31 años | F. B. C. Melgar     |
| Hansell Riojas (Suplente)      | Defensa       | 26 años | Belgrano            |
| Alberto Rodríguez              | Defensa       | 33 años | Universitario       |
| Renato Tapia                   | Defensa       | 22 años | Feyenoord           |
| Edgar Villamarín (Suplente)    | Defensa       | 35 años | Alianza Atlético    |
| Carlos Zambrano                | Defensa       | 28 años | PAOK Salónica       |
| Adrián Zela                    | Defensa       | 28 años | Deportivo Municipal |
| Luis Advíncula                 | Mediocampista | 27 años | Lobos BUAP          |
| Armando Alfageme               | Mediocampista | 26 años | Deportivo Municipal |
| Pedro Aquino                   | Mediocampista | 22 años | Lobos BUAP          |
| Adán Balbín                    | Mediocampista | 30 años | Universitario       |
| Josepmir Ballón                | Mediocampista | 29 años | Sporting Cristal    |
| Cristian Benavente             | Mediocampista | 23 años | Sporting Charleroi  |
| André Carrillo                 | Mediocampista | 26 años | Benfica             |
| Wilder Cartagena               | Mediocampista | 23 años | Tiburones Rojos     |
| Jair Céspedes                  | Mediocampista | 33 años | Sporting Cristal    |
| Rinaldo Cruzado (Suplente)     | Mediocampista | 33 años | Alianza Lima        |
| Rodrigo Cuba (Suplente)        | Mediocampista | 25 años | Deportivo Municipal |
| Christian Cueva                | Mediocampista | 25 años | São Paulo FC        |
| Edison Flores                  | Mediocampista | 23 años | Aalborg BK          |
| Alexi Gómez (Suplente)         | Mediocampista | 24 años | Universitario       |
| Christofer Gonzáles            | Mediocampista | 24 años | Colo-Colo           |
| Carlos Lobatón                 | Mediocampista | 37 años | Sporting Cristal    |
| Nilson Loyola                  | Mediocampista | 22 años | FBC Melgar          |
| José Manzaneda                 | Mediocampista | 23 años | Academia Cantolao   |
| César Ortíz                    | Mediocampista | 33 años | Sport Huancayo      |
| Sergio Peña                    | Mediocampista | 22 años | Granada CF          |
| Minzún Quina (Suplente)        | Mediocampista | 30 años | F. B. C. Melgar     |
| Edwin Retamoso (Suplente)      | Mediocampista | 35 años | Real Garcilaso      |
| Joel Sánchez                   | Mediocampista | 28 años | Tigres UANL         |
| Anderson Santamaría            | Mediocampista | 25 años | FBC Melgar          |
| Miguel Trauco                  | Mediocampista | 24 años | Flamengo            |
| Juan Manuel Vargas             | Mediocampista | 33 años | Real Betis          |
| Oscar Vilchez                  | Mediocampista | 31 años | Alianza Lima        |
| Yoshimar Yotún                 | Mediocampista | 27 años | Orlando City        |
| Paolo Guerrero                 | Delantero     | 33 años | Flamengo            |
| Jefferson Farfán               | Delantero     | 32 años | Lokomotiv Moscú     |
| Irven Ávila                    | Delantero     | 27 años | Sporting Cristal    |
| Iván Bulos (Suplente)          | Delantero     | 24 años | Boavista            |
| Paolo Hurtado                  | Delantero     | 27 años | Vitória Guimarães   |
| Beto da Silva                  | Delantero     | 20 años | PSV Eindhoven       |
| Claudio Pizarro                | Delantero     | 39 años | Werder Bremen       |
| Andy Polo                      | Delantero     | 22 años | Monarcas Morelia    |
| Yordy Reyna                    | Delantero     | 24 años | Vancouver Whitecaps |
| Raúl Ruidíaz                   | Delantero     | 27 años | Monarcas Morelia    |
| Ray Sandoval (Suplente)        | Delantero     | 22 años | Sporting Cristal    |

NOTA: Los jugadores marcados como "suplentes" no llegaron a participar en ningún encuentro.

## Estadísticas

### Goleadores
| Jugador          | Goles   | PJ | Minutos jugados | Jugada | Cabeza | Penal |
| ---------------- | ------- | -- | --------------- | ------ | ------ | ----- |
| Edison Flores    | 5       | 12 | 916             | 5      | -      | -     |
| Paolo Guerrero   | 5       | 17 | 1,482           | 4      | 1      | -     |
| Christian Cueva  | 4       | 16 | 1,302           | 2      | -      | 2     |
| Jefferson Farfán | 3       | 6  | 490             | 2      | -      | 1     |
| Paolo Hurtado    | 1       | 6  | 151             | 1      | -      | -     |
| Raúl Ruidíaz     | 1       | 11 | 389             | -      | 1      | -     |
| André Carrillo   | 1       | 9  | 650             | 1      | -      | -     |
| Christian Ramos  | 1       | 12 | 990             | -      | 1      | -     |
| Renato Tapia     | 1       | 14 | 1,056           | 1      | -      | -     |
| Édgar Benítez    | Autogol | -  | -               | -      | -      | -     |
| David Ospina     | Autogol | -  | -               | -      | -      | -     |
| Total            | 24      | -  | -               | 16     | 3      | 3     |

### Asistencias
| Jugador         | Goles | PJ | Minutos jugados |
| --------------- | ----- | -- | --------------- |
| Yoshimar Yotún  | 4     | 13 | 1,036           |
| Christian Cueva | 3     | 16 | 1,302           |
| Raúl Ruidíaz    | 2     | 11 | 389             |
| Paolo Guerrero  | 2     | 17 | 1,482           |
| Pedro Aquino    | 1     | 7  | 344             |
| André Carrillo  | 1     | 9  | 650             |
| Edison Flores   | 1     | 12 | 916             |
| Miguel Trauco   | 1     | 11 | 956             |

### Tarjetas
| Jugador          | Amarilla | Doble amarilla | Roja |
| ---------------- | -------- | -------------- | ---- |
| Renato Tapia     | 5        | -              | -    |
| Christian Cueva  | 2        | -              | 1    |
| Christian Ramos  | 2        | 1              | -    |
| André Carrillo   | 3        | -              | -    |
| Luis Advíncula   | 3        | -              | -    |
| Miguel Trauco    | 3        | -              | -    |
| Paolo Guerrero   | 3        | -              | -    |
| Aldo Corzo       | 2        | -              | -    |
| Carlos Zambrano  | 2        | -              | -    |
| Jefferson Farfán | 2        | -              | -    |
| Josepmir Ballón  | 2        | -              | -    |
| Paolo Hurtado    | 2        | -              | -    |
| Pedro Aquino     | 2        | -              | -    |
| Yoshimar Yotún   | 2        | -              | -    |
| Carlos Ascues    | 1        | -              | -    |
| Carlos Cáceda    | 1        | -              | -    |
| Carlos Lobatón   | 1        | -              | -    |
| Claudio Pizarro  | 1        | -              | -    |
| Nilson Loyola    | 1        | -              | -    |
| Pedro Gallese    | 1        | -              | -    |
| Total            | 41       | 1              | 1    |

## Resultado final
| Perú                                                  |
| Clasificado                                           |
|                                                       |
| Quinta participación (1930, 1970, 1978, 1982 y 2018.) |